# Vương tộc Bragança-Saxe-Coburgo-Gota
Vương tộc Bragança-Saxe-Coburgo-Gota (còn được gọi là Nhà Sachsen-Coburg-Bragança hoặc Chi nhánh Hiến pháp của Braganças) là một thuật ngữ được sử dụng để phân loại bốn vương tộc cai trị cuối cùng của Vương quốc Bồ Đào Nha, từ năm 1853 cho đến khi Bồ Đào Nha trơ thành một nhà nước cộng hoà vào năm 1910. Tên vương tộc bắt nguồn từ 4 vị vua thuộc dòng dõi từ dòng dõi nữ từ Nữ vương Maria II của Bồ Đào Nha (của Nhà Bragança) và dòng dõi nam từ Vua Fernando II của Bồ Đào Nha (của Nhà Sachsen-Coburg và Gotha-Koháry).
Tên gọi Bragança-Saxe-Coburgo-Gota chủ yếu phổ biến trong các tác phẩm của các nhà sử học và gia phả nằm ngoài Bồ Đào Nha, vì theo phong tục châu Âu phân loại một nhánh hậu duệ trên cơ sở huyết thống, có nghĩa là Nhà Bragança-Saxe-Coburgo-Gota là một chi nhánh của Nhà Sachsen-Coburg và Gotha-Koháry.
Tuy nhiên, Hiến pháp Bồ Đào Nha năm 1838 tuyên bố rằng Nhà Bragança là nhà cai trị của Bồ Đào Nha, theo cách của Nữ vương Maria II, và con cháu của bà vẫn tiếp tục là thành viên của Nhà Bragança, trái ngược với Sachsen-Coburg-Bragança. Sau cái chết của Vua Manuel II mà không có người thừa kế vào năm 1932, vương triều tuyệt tự.